# Euprosopia aureovitta
Euprosopia aureovitta är en tvåvingeart som beskrevs av Malloch 1939. Euprosopia aureovitta ingår i släktet Euprosopia och familjen bredmunsflugor. Inga underarter finns listade i Catalogue of Life.